# Space Expo

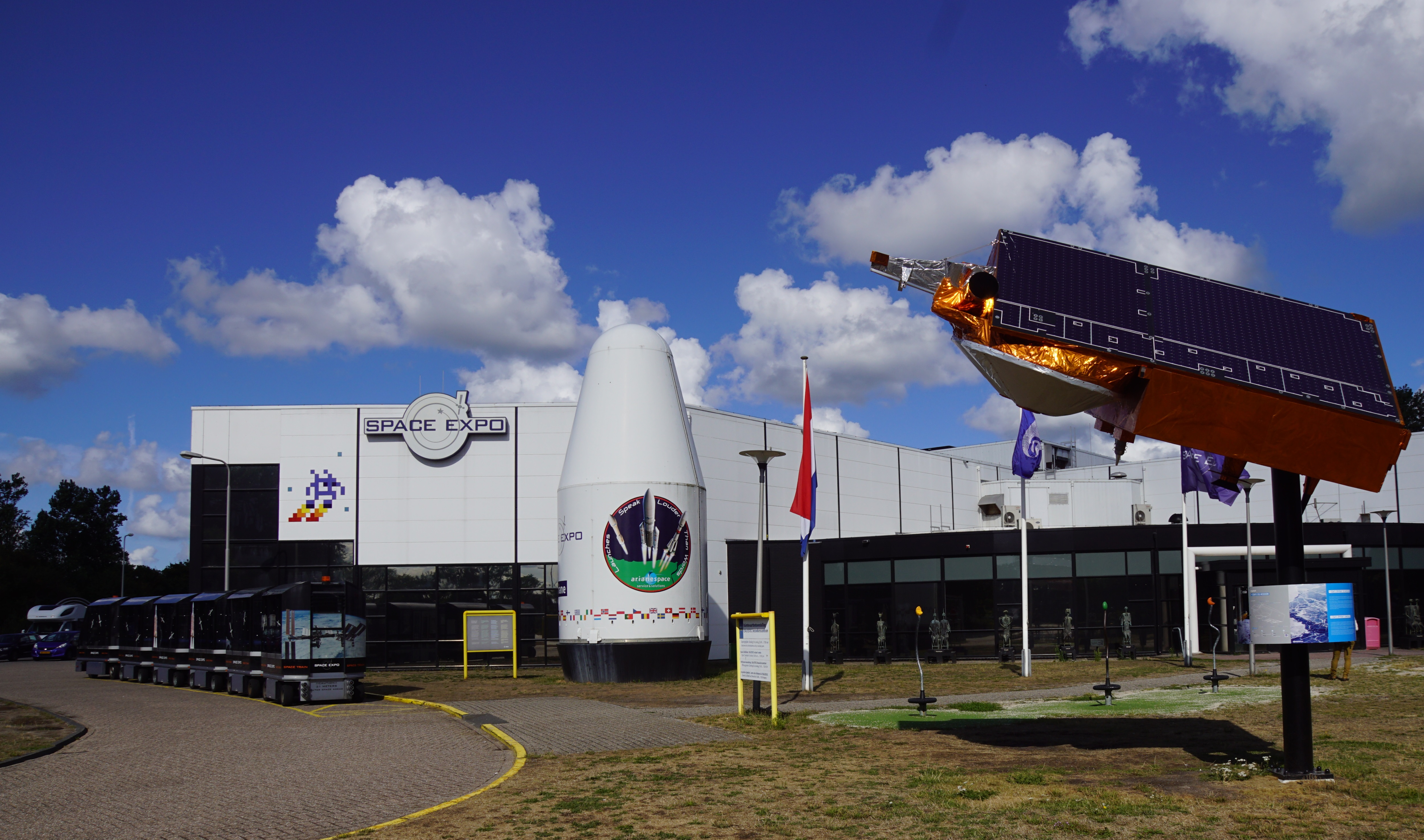
De Space Expo in Noordwijk (2018).

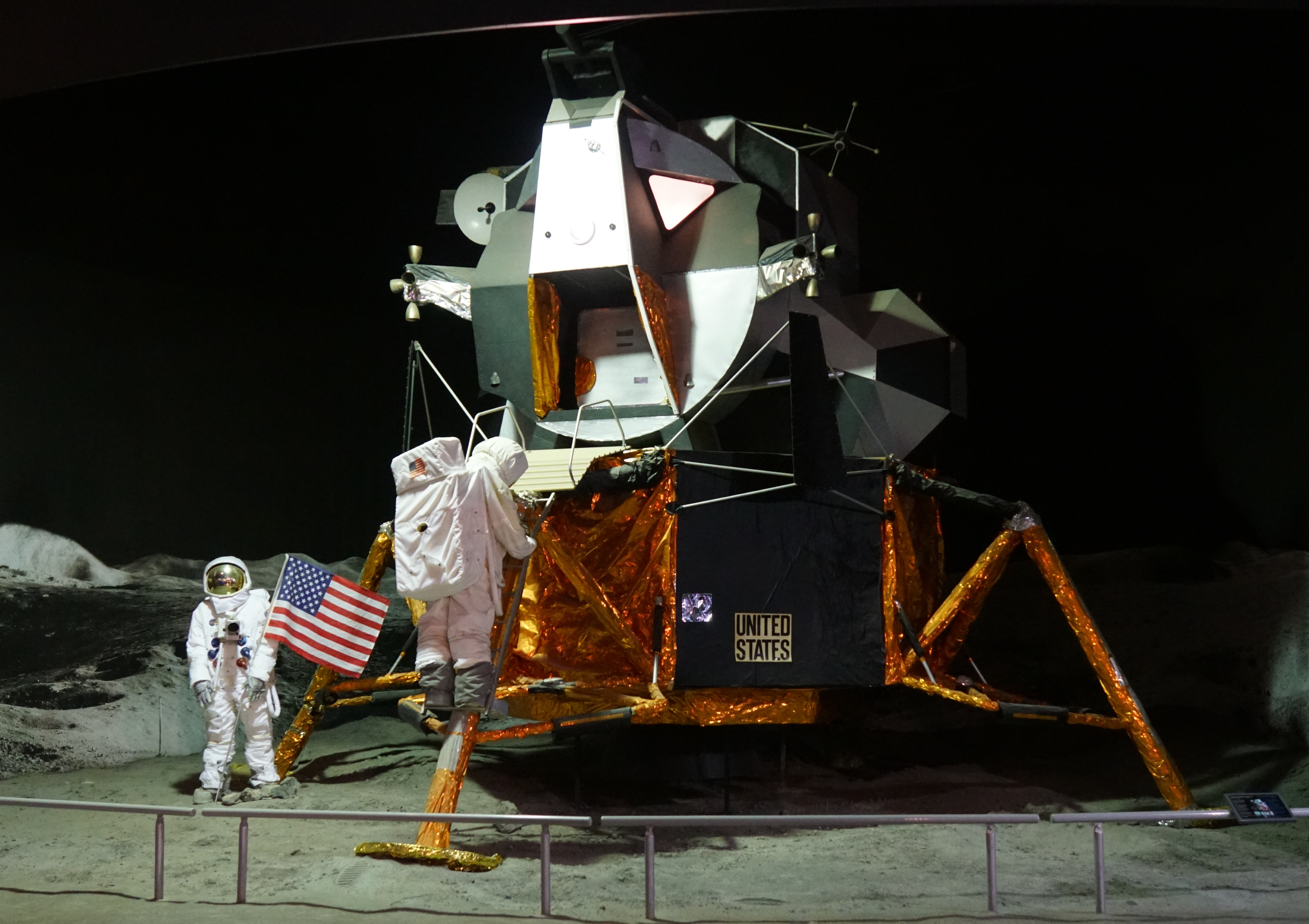
De maanlanding.

Space Expo is een permanente ruimtevaarttentoonstelling in de Nederlandse plaats Noordwijk, provincie Zuid-Holland, tegen Katwijk aan. Tevens is de Space Expo het officiële bezoekerscentrum van de ESTEC. Ook de debriefing van een groot aantal ruimtevaarders vindt hier plaats.
De tentoonstelling werd in 1990 door koningin Beatrix en prins Friso geopend. In oktober 2004 ontving de Space Expo haar miljoenste bezoeker. De tentoonstelling omvat realia en (schaal)modellen, is deels interactief en geeft antwoord op vragen als:
- Hoe werkt zwaartekracht?
- Wat is een zwart gat?
- Welke functie hebben satellieten?
- Aan welke ruimtemissies werd en wordt nu gewerkt?

De tentoonstellingsruimte omvat anno 2018 onder andere een sectie over de historische hoogtepunten van de ruimtevaart, een sectie over de Nederlandse ruimtevaarder André Kuipers, ESA-astronaut, een satellietenplein, aandacht voor de Ariane-raket, een nagebouwd ISS, een Sojoez-simulator en een levensgrote maquette van de maanlanding.
In het weekend en tijdens vakanties kan tegen een meerprijs gebruik worden gemaakt van de 'Space Shuttle', een tour voorheen bekend als de 'Space Train'. Dit is een rondleiding door ontwikkelings- en testruimtes in enkele gebouwen van de ESTEC, het technische 'hart' van de Europese ruimtevaartorganisatie ESA. 

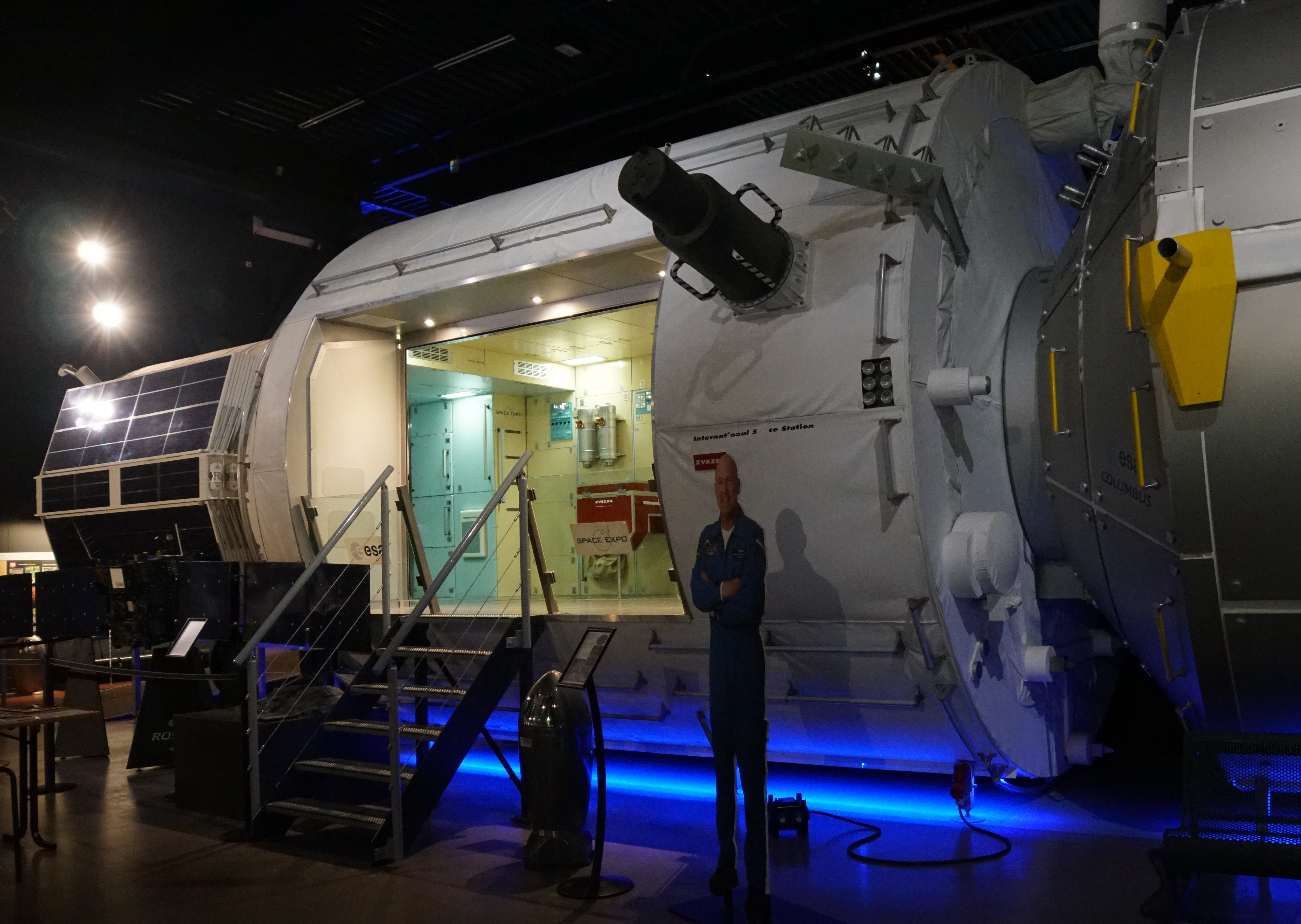
Leven en werken in het ISS.
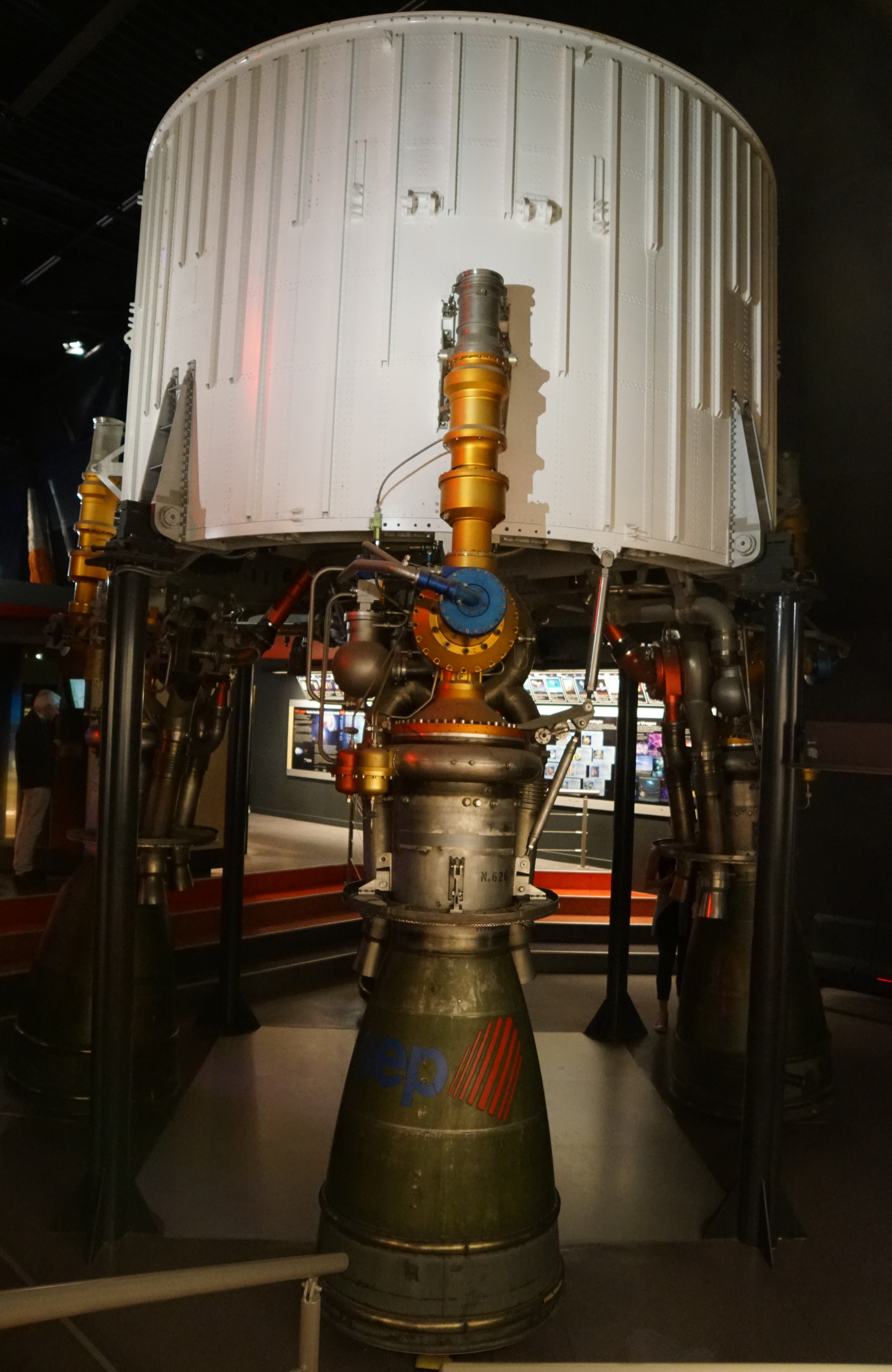
Motorblok van de Ariane I met vier Viking 2-motoren.
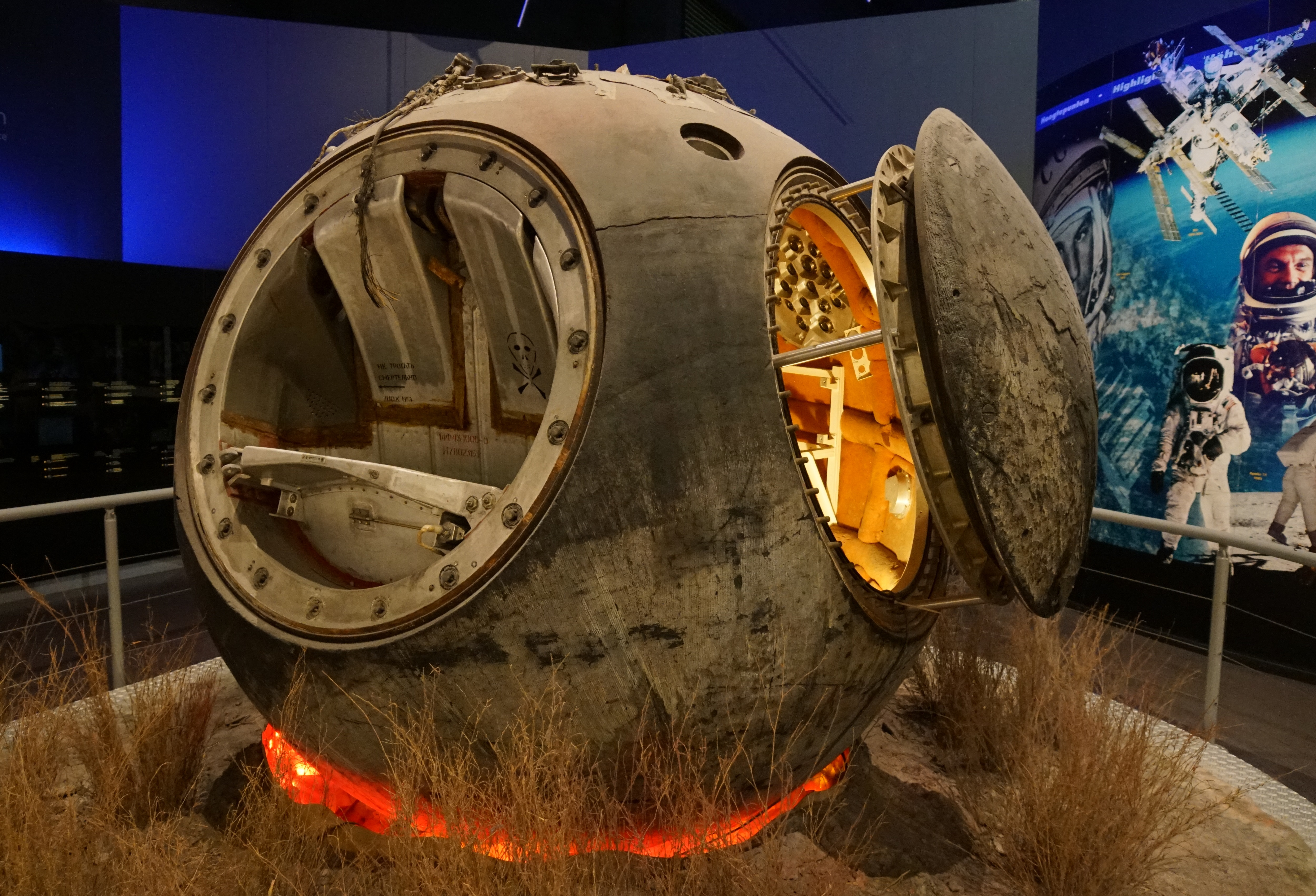
De Resurs F1-14F43-spionagesatelliet
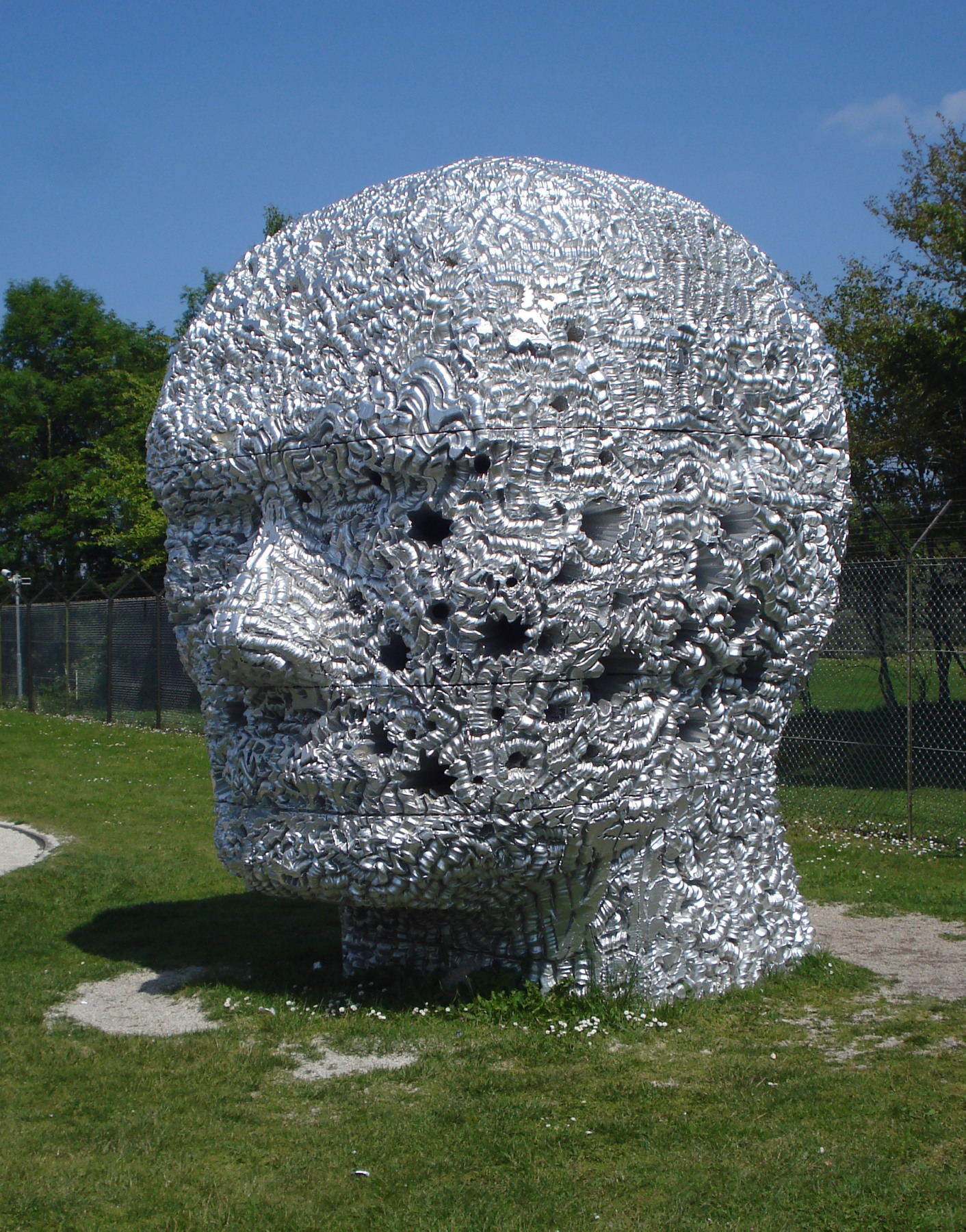
Jurriaan van Hall, Inner Space Out, 2012, gebrand schuim (langdurige bruikleen Space Expo)

## Overige
- De Nederlandse popgroep Pioneers of Love heeft in Space Expo een videoclip bij de single Arrest me now opgenomen.